# Bozkurt (Şarkışla)
Bozkurt ist ein Dorf im Landkreis Şarkışla der türkischen Provinz Sivas. Bozkurt liegt etwa 82 km südwestlich der Provinzhauptstadt Sivas und 20 km nördlich von Şarkışla.